# لارا غوت بهرامي
لارا غوت بهرامي (مواليد 27 أبريل 1991) هي لاعبة تزلج على المنحدرات الثلجية متخصصة في منافسات الداونهيل وسوبر جي. هي متزوجة من لاعب كرة القدم فالون بهرامي منذ 2018.

## وصلات خارجية
- لارا غوت بهرامي على موقع الاتحاد الدولي للتزلج (التزلج على المنحدرات الثلجية) (الإنجليزية)
- لارا غوت بهرامي على موقع اللجنة الأولمبية الدولية (الإنجليزية)
- لارا غوت بهرامي على موقع أوليمبيديا (الإنجليزية)